# 7268 Chigorin
7268 Chigorin è un asteroide della fascia principale. Scoperto nel 1972, presenta un'orbita caratterizzata da un semiasse maggiore pari a 2,2639942 UA e da un'eccentricità di 0,1878146, inclinata di 4,50385° rispetto all'eclittica.